# Красноставський повіт (Російська імперія)
Красноставський повіт (рос. Красноставский уезд, пол. Powiat krasnostawski) — історична адміністративно-територіальна одиниця Люблінської губернії Російської імперії та Люблінського воєводства Другої Речі Посполитої. Утворений у 1867 році. Повітовий центр — місто Красностав.

## Адміністративний поділ
При утворенні до повіту входили 1 місто (Красностав) і 4 містечка (Горжків, Жовківка, Ізбиця, Туробин) та 14 сільських волостей.
В 1911 р. повіт поділявся на 13 волостей:
- Високе — с. Високе,
- Горжків — с. Горжків[джерело?],
- Жовківка — с. Жовківка,
- Закшев — с. Закшев,
- Ізбиця — с. Ізбиця,
- Красностав — с. Гури,
- Лопенник — с. Лопенник Ляцький,
- Рудка — с. Броварівка,
- Рудник — с. Рудник,
- Рибчевиці — с. Рибчевиці,
- Туробин — с. Туробин,
- Файславиці — с. Файславиці,
- Чайки — с. Олександрівський Краснічин.

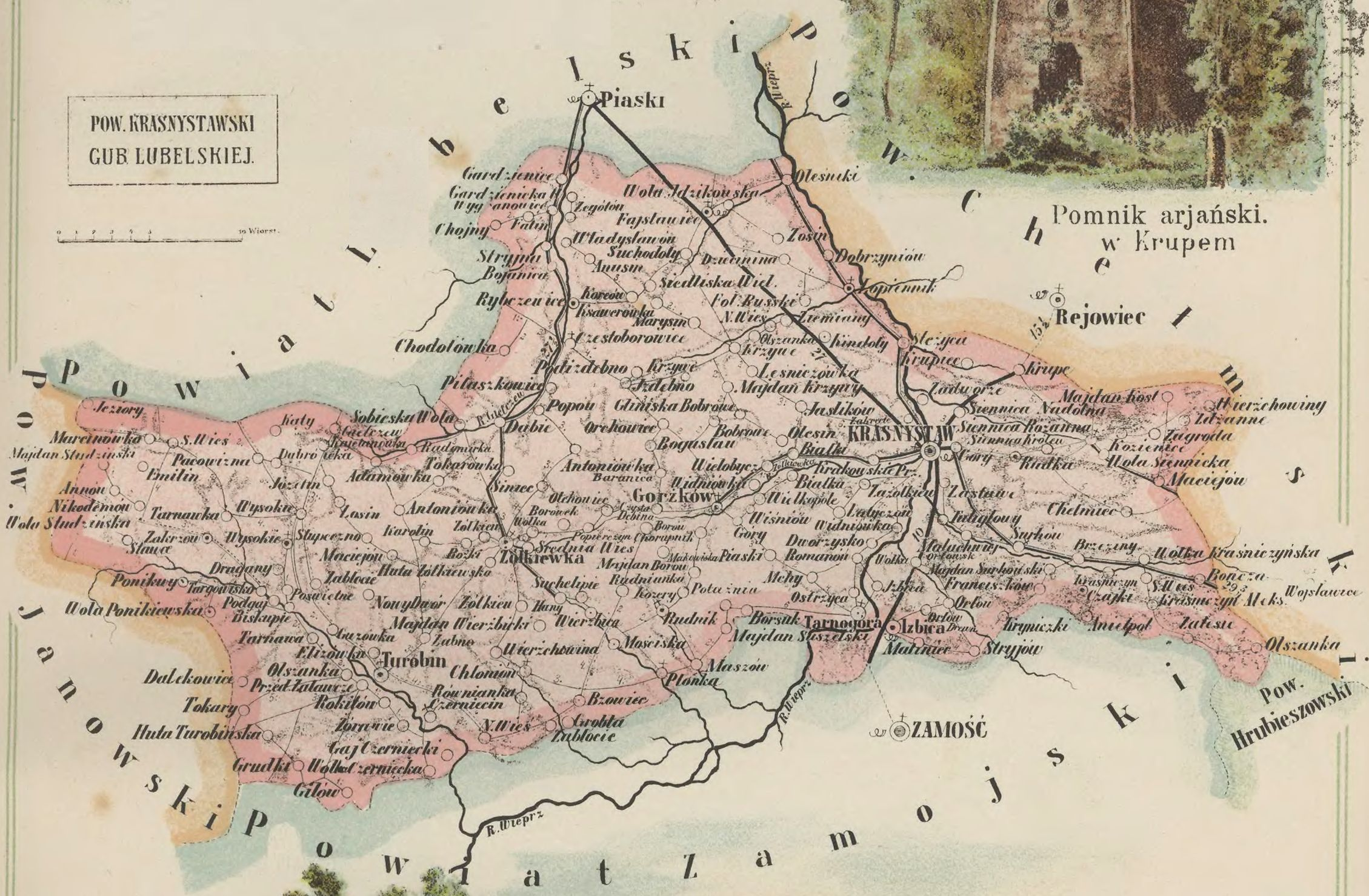
Красноставський повіт 1907

Ухвалою другої Думи від 9 травня 1912 (закон 23 червня 1912) заселена переважно українцями частина Красноставського повіту передана з Люблінської губернії до новоутвореної Холмської: села Добринів (Dobryniów), Лопенник Руський і Стужиця (Stężyca) волості Лопенник (Łopiennik); села Бзіте (Bzite), Вінцентів (Wincentów), Крупець (Krupiec), Крупе, Загороди (Zagroda), Костунин (Kostunin), Жданне (Żdżanne) і Верховини (Wierzchowiny) волості Рудка; села Олександрівський Краснічин (Kraśniczyn Aleksandrowski), Анельполь, Березини (Brzeziny), Бонча (Bończa), Вілька Красничинська (Wólka Kraśniczyńska), Деревники (Drewniki), Залісся (Zalesie), Красничин, Вільшанка (Olszanka) і Стара Весь (Stara Wieś) волості Чайки.
У листопаді 1918 р. новопосталою польською адміністрацією відновлено попередній територіальний поділ (до 1912 р.), а 14 серпня 1919 р. повіт включений до новоутвореного Люблінського воєводства.

## Розташування
Повіт розташовувався в центрі губернії. Межував на сході — з Грубешівським, на півночі — з Люблінським і Холмським повітом, на заході — з Янівським повітом, а на півдні — з Замостським повітом.

## Населення
За даними етнографічної експедиції 1869—1870 років під керівництвом Павла Чубинського, у повіті проживало 4 129 українськомовних греко-католиків.
1877 р. з 66 375 осіб населення повіту: 53 767 римокатоликів, 6 578 юдеїв, 6 013 православних (у волостях Лопенник, Рудка, Туробин і Високе; до 1875 р. — греко-католики), 27 євангелісттів.
За переписом населення Російської імперії 1897 року в повіті проживало 100 655 осіб. З них 80 794 ос. (80,3 %) — поляки, 5 576 ос. (5,5 %) — українці, 10 985 ос. (10,9 %) — євреї, 2 799 ос. (2,8 %) — росіяни.